# Premiul Saturn pentru cel mai bun film de groază
Premiul Saturn pentru cel mai bun film de groază (în engleză Saturn Award for Best Horror Film) este acordat de Academy of Science Fiction, Fantasy and Horror Films.

## Câștigători și nominalizări

### Anii 1970
| An        | Film                                        |
| --------- | ------------------------------------------- |
| 1972      | Blacula                                     |
| 1973      | Exorcistul                                  |
| 1973      | Arnold                                      |
| 1973      | Linia morții                                |
| 1973      | Nu privi acum                               |
| 1973      | The Legend of Hell House                    |
| 1973      | Schlock                                     |
| 1973      | Scream Blacula Scream                       |
| 1973      | Surorile                                    |
| 1973      | Povești care atestă nebunia                 |
| 1973      | Terror at Red Wolf Inn sau Terror House     |
| 1973      | Terror in the Wax Museum                    |
| 1973      | Teatru de sânge sau Teatrul însângerat      |
| 1973      | Povești din criptă II (The Vault of Horror) |
| 1974/1975 | Tânărul Frankenstein                        |
| 1974/1975 | Crăciun Negru                               |
| 1974/1975 | Bug                                         |
| 1974/1975 | Phantom of the Paradise                     |
| 1974/1975 | The Rocky Horror Picture Show               |
| 1974/1975 | Vampira                                     |
| 1976      | Balada macabră                              |
| 1976      | Carrie                                      |
| 1976      | Mâncat de viu                               |
| 1976      | Hrana zeilor                                |
| 1976      | House of Mortal Sin sau The Confessional    |
| 1976      | Obsesia                                     |
| 1976      | Prevestirea                                 |
| 1977      | Fetița din capătul străzii                  |
| 1977      | Dogs                                        |
| 1977      | Împărăția păianjenilor                      |
| 1977      | Santinela sau Santinela damnaților          |
| 1978      | Omul de răchită                             |
| 1978      | Dimineața morților                          |
| 1978      | Halloween                                   |
| 1978      | Magic                                       |
| 1978      | Atingerea meduzei                           |
| 1978      | Piranha                                     |
| 1979      | Dracula                                     |
| 1979      | Amityville                                  |
| 1979      | Love at First Bite                          |
| 1979      | The Mafu Cage                               |
| 1979      | Phantasm                                    |

### Anii 1980
| An      | Film                                            |
| ------- | ----------------------------------------------- |
| 1980    | Howling                                         |
| 1980    | Pregătit pentru a ucide (Dressed to Kill)       |
| 1980    | Fade to Black                                   |
| 1980    | Ceața (The Fog)                                 |
| 1980    | Strălucirea (The Shining)                       |
| 1981    | Un vârcolac american la Londra                  |
| 1981    | Dead & Buried                                   |
| 1981    | Poveste cu stafii (Ghost Story)                 |
| 1981    | Halloween II                                    |
| 1981    | Spiritele (Wolfen)                              |
| 1982    | Poltergeist                                     |
| 1982    | Creepshow                                       |
| 1982    | Capcana morții (Deathtrap)                      |
| 1982    | Swamp Thing                                     |
| 1982    | The Thing                                       |
| 1983    | Zonă moartă                                     |
| 1983    | Christine                                       |
| 1983    | Cujo                                            |
| 1983    | Fortăreața                                      |
| 1983    | Zona crepusculară: Filmul                       |
| 1984    | Gremlinii                                       |
| 1984    | Creatura                                        |
| 1984    | În lumea viselor (Dreamscape)                   |
| 1984    | Declanșatorul (Firestarter)                     |
| 1984    | Coșmar pe Strada Ulmilor                        |
| 1985    | Noaptea groazei                                 |
| 1985    | Forța vieții                                    |
| 1985    | Coșmar pe strada Ulmilor: Răzbunarea lui Freddy |
| 1985    | Re-Animator                                     |
| 1985    | Întoarcerea morților vii                        |
| 1986    | Musca                                           |
| 1986    | De dincolo (From Beyond)                        |
| 1986    | Prăvălia groazei                                |
| 1986    | Poltergeist 2                                   |
| 1986    | Psycho III                                      |
| 1987    | Frați de sânge                                  |
| 1987    | Cartea morților II (Evil Dead II)               |
| 1987    | Hellraiser                                      |
| 1987    | Crepuscul (Near Dark)                           |
| 1987    | Coșmar pe strada Ulmilor: Războinicii din vis   |
| 1988    | Viață de stafie (Beetlejuice)                   |
| 1988    | Jucăria (Child's Play)                          |
| 1988    | Inseparabilii (Dead Ringers)                    |
| 1988    | Halloween 4: The Return of Michael Myers        |
| 1988    | Hellraiser II                                   |
| 1988    | Coșmarul de pe Elm Street 4: Stăpânul visului   |
| 1988    | Waxwork                                         |
| 1989/90 | Arachnophobia                                   |
| 1989/90 | Bride of Re-Animator                            |
| 1989/90 | Omul întunericului (Darkman)                    |
| 1989/90 | Exorcistul III                                  |
| 1989/90 | Musca II                                        |
| 1989/90 | Cel care păzește                                |
| 1989/90 | Eroare genetică                                 |
| 1989/90 | Cimitirul animalelor                            |
| 1989/90 | Santa Sangre                                    |

### Anii 1990
| An   | Film                                                         |
| ---- | ------------------------------------------------------------ |
| 1991 | Tăcerea mieilor                                              |
| 1991 | Efecte secundare (Body Parts)                                |
| 1991 | Jucăria 3 (Child's Play 3)                                   |
| 1991 | Copiii întunericului (Children of the Night)                 |
| 1991 | Dolly Dearest                                                |
| 1991 | Tortura                                                      |
| 1991 | Noaptea morților vii                                         |
| 1991 | În pat cu dușmanul                                           |
| 1992 | Bram Stoker's Dracula                                        |
| 1992 | Instinct primar                                              |
| 1992 | Candyman                                                     |
| 1992 | Dead Alive                                                   |
| 1992 | Mâna care împinge leagănul                                   |
| 1992 | Hellraiser 3: Iadul pe pământ                                |
| 1992 | Twin Peaks - Ultimele șapte zile ale Laurei Palmer           |
| 1993 | Armata întunericului                                         |
| 1993 | Jumătatea întunecată                                         |
| 1993 | Fiul cel bun                                                 |
| 1993 | Vânătoare de oameni                                          |
| 1993 | Kalifornia                                                   |
| 1993 | Suflete de vânzare                                           |
| 1993 | Dispariția (The Vanishing)                                   |
| 1994 | Interviu cu un vampir                                        |
| 1994 | Cronos                                                       |
| 1994 | Corbul                                                       |
| 1994 | Frankenstein                                                 |
| 1994 | Mosquito                                                     |
| 1994 | Scenariul ucigaș (Wes Craven's New Nightmare)                |
| 1994 | Lupul                                                        |
| 1995 | De la apusul la răsăritul soarelui                           |
| 1995 | Orașul copiilor pierduți                                     |
| 1995 | Creatorii de coșmaruri                                       |
| 1995 | Stăpânul iluziilor                                           |
| 1995 | Martor mut                                                   |
| 1995 | Profeția                                                     |
| 1995 | Cavalerul întunericului (Tales from the Crypt: Demon Knight) |
| 1996 | Scream - Țipi... sau fugi!                                   |
| 1996 | Dellamorte dellamore                                         |
| 1996 | Clubul vrăjitoarelor                                         |
| 1996 | Urme de neșters                                              |
| 1996 | Un om și trei fantome                                        |
| 1996 | Monstrul din Chicago                                         |
| 1997 | Pact cu Diavolul                                             |
| 1997 | Anaconda                                                     |
| 1997 | Știu ce-ai făcut astă-vară                                   |
| 1997 | Mimic                                                        |
| 1997 | Phantoms                                                     |
| 1997 | Scream 2                                                     |
| 1998 | Influență nefastă                                            |
| 1998 | Blade                                                        |
| 1998 | Mireasa lui Chucky                                           |
| 1998 | Școală sub teroare                                           |
| 1998 | Halloween H20: După 20 de ani                                |
| 1998 | Vampirii                                                     |
| 1999 | Al șaselea simț                                              |
| 1999 | Proiect Vrăjitoarea                                          |
| 1999 | Plăcerea de a ucide                                          |
| 1999 | Legenda călărețului fără cap                                 |
| 1999 | Stigmata                                                     |
| 1999 | O lecție pentru profa de istorie                             |

### Anii 2000
| An   | Film                                              |
| ---- | ------------------------------------------------- |
| 2000 | Destinație finală                                 |
| 2000 | Dracula 2000                                      |
| 2000 | Prezicere fatală                                  |
| 2000 | Requiem pentru un vis                             |
| 2000 | Legendele Orașului: Ultima dublă                  |
| 2000 | Dincolo de aparențe                               |
| 2001 | Ceilalți                                          |
| 2001 | Spectrul răzbunării (El espinazo del diablo)      |
| 2001 | Din iad                                           |
| 2001 | Hannibal                                          |
| 2001 | Tenebre (Jeepers Creepers)                        |
| 2001 | 13 fantome                                        |
| 2002 | Avertizarea                                       |
| 2002 | Blade II                                          |
| 2002 | Lighioane cu opt picioare                         |
| 2002 | Înger și demon                                    |
| 2002 | Regina blestemaților                              |
| 2002 | Resident Evil: Experiment fatal                   |
| 2003 | După 28 de zile                                   |
| 2003 | Coșmarul de la cabană (Cabin Fever)               |
| 2003 | Destinație finală 2                               |
| 2003 | Freddy vs. Jason                                  |
| 2003 | Tenebre 2                                         |
| 2003 | Masacrul din Texas                                |
| 2003 | Lumea de dincolo                                  |
| 2004 | Lupta cu zombi                                    |
| 2004 | Blade: Trinity                                    |
| 2004 | Dimineața morții                                  |
| 2004 | The Grudge                                        |
| 2004 | Teroare în larg                                   |
| 2004 | Saw                                               |
| 2004 | Van Helsing                                       |
| 2005 | Un caz de exorcizare                              |
| 2005 | Constantine                                       |
| 2005 | Land of the Dead                                  |
| 2005 | Saw II                                            |
| 2005 | The Skeleton Key                                  |
| 2005 | Wolf Creek                                        |
| 2006 | Coborâre întunecată                               |
| 2006 | Final Destination 3                               |
| 2006 | Hostel                                            |
| 2006 | Saw III                                           |
| 2006 | Slither                                           |
| 2006 | Snakes on a Plane                                 |
| 2007 | Sweeney Todd: Bărbierul diabolic din Fleet Street |
| 2007 | Ghost Rider                                       |
| 2007 | Grindhouse                                        |
| 2007 | The Mist                                          |
| 2007 | 30 Days of Night                                  |
| 2007 | 1408                                              |
| 2008 | Hellboy și Armata de Aur                          |
| 2008 | The Happening                                     |
| 2008 | The Mummy: Tomb of the Dragon Emperor             |
| 2008 | Quarantine                                        |
| 2008 | Splinter                                          |
| 2008 | The Strangers                                     |
| 2009 | Târâtă în iad                                     |
| 2009 | The Box                                           |
| 2009 | Frozen                                            |
| 2009 | The Last House on the Left                        |
| 2009 | The Twilight Saga: New Moon                       |
| 2009 | Zombieland                                        |

### Anii 2010
| An        | Film                              |
| --------- | --------------------------------- |
| 2010      | Let Me In                         |
| 2010      | The American                      |
| 2010      | Black Swan                        |
| 2010      | Kick-Ass                          |
| 2010      | Shutter Island                    |
| 2010      | The Wolfman                       |
| 2011      | The Girl with the Dragon Tattoo   |
| 2011      | Contagion                         |
| 2011      | The Devil's Double                |
| 2011      | The Grey                          |
| 2011      | Take Shelter                      |
| 2011      | The Thing                         |
| 2012      | The Cabin in the Woods            |
| 2012      | Argo                              |
| 2012      | The Impossible                    |
| 2012      | Seven Psychopaths                 |
| 2012      | The Woman in Black                |
| 2012      | Zero Dark Thirty                  |
| 2013      | The Conjuring                     |
| 2013      | Carrie                            |
| 2013      | Mama                              |
| 2013      | The Purge                         |
| 2013      | This Is the End                   |
| 2013      | Warm Bodies                       |
| 2014      | Dracula Untold                    |
| 2014      | Annabelle                         |
| 2014      | The Babadook                      |
| 2014      | Horns                             |
| 2014      | Only Lovers Left Alive            |
| 2014      | The Purge: Anarchy                |
| 2015      | Crimson Peak                      |
| 2015      | Insidious: Chapter 3              |
| 2015      | It Follows                        |
| 2015      | Krampus                           |
| 2015      | The Visit                         |
| 2015      | What We Do in the Shadows         |
| 2016      | Don't Breathe                     |
| 2016      | The Autopsy of Jane Doe           |
| 2016      | The Conjuring 2                   |
| 2016      | Demon                             |
| 2016      | Ouija: Origin of Evil             |
| 2016      | Train to Busan                    |
| 2016      | The Witch                         |
| 2017      | Get Out                           |
| 2017      | Annabelle: Creation               |
| 2017      | Better Watch Out                  |
| 2017      | 47 Meters Down                    |
| 2017      | It                                |
| 2017      | Mother!                           |
| 2018/2019 | A Quiet Place                     |
| 2018/2019 | The Dead Don't Die                |
| 2018/2019 | Halloween                         |
| 2018/2019 | Hereditary                        |
| 2018/2019 | Overlord                          |
| 2018/2019 | Pet Sematary                      |
| 2018/2019 | Us                                |
| 2019/2020 | The Invisible Man                 |
| 2019/2020 | Doctor Sleep                      |
| 2019/2020 | Freaky                            |
| 2019/2020 | It Chapter Two                    |
| 2019/2020 | Midsommar                         |
| 2019/2020 | Ready or Not                      |
| 2019/2020 | Scary Stories to Tell in the Dark |

### Anii 2020
| An        | Film                    |
| --------- | ----------------------- |
| 2021/2022 | The Black Phone         |
| 2021/2022 | A Quiet Place Part II   |
| 2021/2022 | Last Night in Soho      |
| 2021/2022 | The Night House         |
| 2021/2022 | Scream                  |
| 2021/2022 | X                       |
| 2022/2023 | Talk to Me              |
| 2022/2023 | Barbarian               |
| 2022/2023 | Evil Dead Rise          |
| 2022/2023 | Insidious: The Red Door |
| 2022/2023 | Renfield                |
| 2022/2023 | Scream VI               |
| 2022/2023 | Smile                   |
| 2023/2024 | Abigail                 |
| 2023/2024 | Alien: Romulus          |
| 2023/2024 | The First Omen          |
| 2023/2024 | In a Violent Nature     |
| 2023/2024 | Longlegs                |
| 2023/2024 | A Quiet Place: Day One  |
| 2023/2024 | Smile 2                 |